# 도심항공교통
도심항공교통(都心航空交通, 영어: urban air mobility, UAM)은 교통 체증에 대응해 하늘을 이동 경로로 활용하는 미래의 도시 교통 체계이다.

## 등장 배경
도심의 혼잡한 교통 정체로 인한 이동 효율성 저하, 물류 운송비용 및 사회적 비용 급증 등을 해결하기 위해 등장했다. 대표적 운송 수단으로 에어택시(air taxi)가 있다.

## 시장 전망
세계 UAM 시장은 2018년 16억 달러 규모로 추산되었으며 2030년까지 409.1억 달러 규모로 연평균 31% 성장 할 전망이다. 초기의 기체개발 및 터미널(Vertiport) 구축 등에 대규모 비용소요로 최초 흑자전환은 사업착수 후 10년 내외 소요될 것으로 추정된다. 현재 UAM 시장은 북미가 선도 중이지만 유럽지역의 성장률이 가장 높을 것으로 전망된다. 국내 UAM 시장의 경우 2018년 117억 원에서 2024년 591.3억 원 규모로 연평균 31% 성장할 전망이다. 국내 UAM 시장의 직접 생산유발효과는 23조 원, 부가가치 창출액은 11조 원으로 예상된다.

## 같이 보기
- 무인 항공기(UAV)